# Musiqq
Musiqq – łotewski zespół muzyczny założony w 2009 i tworzący muzykę pop i Rhythm and blues.
Marats Ogļezņevs przed uformowaniem zespołu należał do grupy Device, dla której pisał piosenki i z którą wydał trzy albumy. Emīls Balceris był laureatem wielu lokalnych i międzynarodowych konkursów dla młodych muzyków, a rozpoznawalność przyniósł mu występ w programie Koru Kar (TV3), w którym reprezentował Red Liepaja Choir.
W 2009 po występie Balcerisa w programie telewizji LTV Sems Ogļezņevs zaproponował mu współpracę. Niedługo później nagrali cztery utwory i rozpoczęli projekt Musiqq. Duet zyskał popularność w kraju dzięki piosenkom „Klimata kontrole”, „Abrakadabra” i „Diena Dzimšanas”, które były emitowane w rozgłośniach radiowych. W 2010 wydali debiutancki album pt. Šī ir tikai mūzika. W lutym 2011 zwyciężyli z utworem „Angel in Disguise” w finale programu Eirodziesma, dzięki czemu zostali reprezentantami Łotwy w 56. Konkursie piosenki Eurowizji w Düsseldorfie. 12 maja zajęli 17. miejsce w drugim półfinale konkursu i tym samym nie awansowali do finału.
24 sierpnia 2012, reprezentując Łotwę z piosenką „Abrakadabra”, wzięli udział w konkursie o Bursztynowego Słowika podczas Top of the Top Sopot Festival 2012. W 2014 wydali drugi album pt. Vēl viena mūzika, który promowali singlami: „Strana biez nazwanija” nagrany z gościnnym udziałem Giacomo, „Tu tikai runā ar mani”, „Mūzika plūst pa vēnām” i „Saule šodien auksta”. W 2015 wydali album pt. Silta Sirds.

## Dyskografia
Albumy studyjne
- Šī ir tikai mūzika (2010)
- Vēl viena mūzika (2014)
- Silta Sirds (2015)